# 納奇茲 (阿拉巴馬州)
納奇茲（英語：Natchez）是一個位於美國阿拉巴馬州門羅縣的非建制地區。該地的面積和人口皆未知。

## 地理
納奇茲的座標為31°43′40″N 87°15′38″W / 31.72778°N 87.26056°W，而該地的平均海拔高度為57米（即187英尺）。